# 뿌리 (2016년 드라마)
뿌리(Roots)는 2016년 5월 30일부터 2016년 6월 2일까지 방영된 히스토리 채널의 4부작 드라마이며 원작자 알렉스 헤일리의 조상 쿤타 킨테 집안의 고난과 삶을 다루고 있다.

## 한국판 성우진
- 오인성 - 존(제임스 퓨어포이) / 민고(채드 콜먼) / 프레드릭(레인 개리슨)
- 배정미 - 지나(시모나 브라운) / 미시(G. 해널리우스) / 마틸다(에리카 타젤)
- 장우영 - 벨(이마야치 코리닐디) / 페트리샤(섀넌 루시오) / 프레드릭의 아내(애나 패퀸)
- 김승태 - 코넬리(토니 커런) / 톰(조너선 리스 마이어스) / 노예 상인
- 정현경 - 엘리자베스(케이티 맥기네스) / 키지(앰리 처치필드/애니카 노니 로즈) / 오모로 킨테의 아내
- 변영희 - 오모로 킨테(밥스 오루산모쿤)
- 안용욱 - 칼튼(옥타비우스 J. 존슨) / 노아(만젤라 벤 피볼즈) / 프레드릭의 아버지(웨인 페르) / 노예 상인의 아들 / 쿤타 킨테의 친구
- 홍진욱 - 쿤타 킨테(맬러카이 커비) / 마셀러스(마이클 제임스 쇼) / 톰(시달 스레트 2세)
- 곽윤상 - 알렉스 헤일리(로런스 피시번) / 조지(리지 장 페이지) / 윌리엄(매슈 구드) / 쿤타 킨테의 친구
- 이광수 - 핀들러(포리스트 휘터커) / 실라 삼촌(데릭 루크) / 마틸다의 아빠(제임스 모스 블랙)